# Das größte Opfer
Das größte Opfer ist ein US-amerikanisches Stummfilmmelodram aus dem Jahre 1927 von Rex Ingram mit Alice Terry und Iván Petrovich in den Hauptrollen. Die Geschichte basiert auf dem Roman The Garden of Allah (1904) von Robert Smythe Hichens.

## Handlung
Irgendwo in Nordafrika: Pater Adrien erhält durch das Ablegen des Schweigegelübdes, des ständigen Gebets und der Keuschheit Zutritt zum Trappistenkloster Notre Dame d’Afrique in Algerien, wo das Motto „Bete, arbeite und schweige!“ zum ständigen Leitsatz wird. Als er einen Baum von der Klostermauer entfernt, schlägt er versehentlich ein junges Mädchen bewusstlos. Als sie wieder zu sich kommt, gelingt es ihr, dem keuschen Gottesmann eine Umarmung zu entlocken. Dabei wird er beobachtet, an die Klosterleitung verraten, und ihm wird daraufhin eine Buße auferlegt. Pater Adriens Begegnung mit diesem weiblichen Geschöpf macht ihm klar, dass es auch noch Dinge jenseits der Abteimauern gibt, für die zu leben sich lohnt. Pater Adrien entsagt daraufhin seinem Gelübde, nimmt seinen weltlichen Namen Boris Androvsky wieder an und flieht in die Wüste. 
Auf dem Weg zur Oase Beni-Mora, die von den Eingeborenen „Der Gartan Allahs“ genannt wird, trifft er auf die Engländerin Domini Enfilden, eine zutiefst religiöse junge Frau, und er rettet sie vor einem Beduinenaufstand. Auf einer Party in den Gärten des Grafen Anteoni bemerkt sie seine Angst vor dem Christus-Kreuz und vor den anwesenden Priestern, und er reißt sich von ihr los, erschreckt durch die Aussagen eines Wahrsagers. Zwischen Androvsky und Domini bildet sich eine tiefe Zuneigung, dennoch verheimlicht Boris Domini gegenüber die schwere moralische Bürde, die auf seinen Schultern lastet: Er ist ein geflohener Trappistenmönch. Trotz Bedenken heiratet Domini Androvsky, und sie ziehen in die Wüste weiter. Graf Anteoni erkennt Adriens wahre Identität, versichert aber, darüber zu schweigen, fordert den Glaubensflüchtling aber auch auf, seiner Ehefrau endlich die Wahrheit zu sagen. Während eines Sandsturms gesteht Androvsky, sein Gelübde gebrochen zu haben und kehrt, begleitet von Domini bis vor die Tore, ins Kloster zurück, um Buße zu tun. Jahre später singt Domini ihrem und Adriens Sohn ein Lied freigelassener Beduinensklaven: „Nur Gott und ich wissen, was in meinem Herzen ist.“

## Produktionsnotizen
Gedreht 1927 unter anderem in Biskra, Algerien, wurde Das größte Opfer erstmals am 2. September 1927 in New York gezeigt. Massenstart war am 5. November desselben Jahres. Die österreichische Premiere fiel auf den 29. Juni 1928, die deutsche ins selbe Jahr. In Österreich hieß der Titel Der Garten Allahs.
Die Produktionsleitung hatte Harry Lachman, die Ausstattung gestaltete Henri Ménessier.
Regisseur Ingram und Hauptdarstellerin Terry waren miteinander verheiratet.

## Kritik
Mordaunt Hall kam in der New York Times zu folgendem Schluss: “Visuell ist Rex Ingrams Verfilmung von Robert Hichens‘ Roman „Der Garten Allahs“ ein Genuss, denn es gibt schöne Visionen von weißen Moscheen und Minaretten, bezaubernde Ausblicke auf Gärten und einige imposante Wüstenszenen. (…) Die riesigen Sandflächen mit den Hügeln und Wellen, manchmal ohne menschliche Form, sind wie ein anschwellendes Meer. Dann sind da noch die Torbögen, die einen Künstler nach seinen Pinseln und seiner Palette sehnen würden. Auch die Kostüme der verschiedenen Charaktere wurden mit größter Sorgfalt angefertigt und diese Episoden in einem Kloster sind bemerkenswerte Beispiele authentischer Atmosphäre. Doch die Geschichte dieser Romanze zwischen dem Mönch und der Engländerin leidet im Vergleich zu ihrem bezaubernden Hintergrund. Es war aus mehreren Gründen schwierig, es zu produzieren. Offensichtlich wollte der Regisseur vermeiden, irgendeine religiöse Gemeinschaft zu beleidigen, und er musste sich auch vor den Blicken der Zensur schützen. Außerdem sind in den letzten Jahren so viele Wüstengeschichten entstanden, dass dieses Thema viel von seinem ursprünglichen Glanz und seiner Dramatik verloren hat. (…) Alice Terry, teilnahmslos, aber schön, scheint nicht der Typ für Domini Enfilden zu sein. Vielleicht wäre sie überzeugender gewesen, wenn sie mehr Feuer in ihre Darbietung gesteckt hätte und ohne ihre übliche blonde Perücke aufgetreten wäre. Sie ist in fast allen Szenen phlegmatisch (…) Ivan Petrovitch, als Pater Adrien, der auch als Boris Androwski bekannt ist, schneidet in mehreren Kapiteln der Geschichte sehr gut ab, aber er macht sich häufig künstlicher Handlungen und Ausdrücke schuldig (…) Die Geschichte ist gekünstelt, obwohl die einzelnen Episoden teilweise recht gut erzählt sind.”.
Die Wiener Allgemeine Zeitung bewunderte vor allem den Schauwert dieser aufwändigen, vor Ort gedrehten Produktion. Dort hieß es: “Die großen Kosten und Mühen aber waren nicht vergebens: der Film bietet wuchtige Bilder von einer Echtheit, die man durch Filmbauten hätte nie erzielen können.”
Der Allgemeine Tiroler Anzeiger näherte sich dem Stoff aus einer sehr katholischen Weltsicht und urteilte: „Der heikle Inhalt des an sich vorzüglich gearbeiteten Filmes ist allerdings nur mit Einschränkungen hinzunehmen, doch muß man es der Regie überlassen, daß sie mit seinem, nie verletzenden Taktgefühl ihres Amtes waltete. (…) Ivan Petrovich … ist in der Hauptrolle von sympathischer Wirkung. Alice Terry … gewinnt durch ihre graziöse Erscheinung.“.